# Sedlická kotlina
Sedlická kotlina je geomorfologickou částí podcelku Bukovce.  Leží v jejich východní části, přibližně 25 km východně od města Snina v stejnojmenném okrese. 

## Vymezení
Kotlina se nachází v severovýchodní části Bukovských vrchů, ve východní části podcelku Bukovce . Vnitrohorskou kotlinu oválného tvaru obklopuje jen mateřský podcelek a leží v ní dvě obce; v severní části Nová Sedlica, v jižní Zboj. 
Leží v povodí Zbojského potoka, který se v severní části stáčí z jihovýchodního na jihozápadní směr a protéká oběma obcemi. Na území Sedlické kotliny přibírá několik menších přítoků, z nich nejvýznamnější jsou Packovský, Sedlický, Rozdielský, Bystrianský a Krušný potok, Ráztoka, Begovec a Jurkovec. Přístup do kotliny vede údolím Zbojského potoka přes Uličské Krivé po silnici III/3886, odbočující z II/558 (Stakčín - Ulič).

## Chráněná území
Sedlická kotlina leží v ochranném pásmu Národního parku Poloniny, který ji obklopuje ze severu, západu i jihu. Východním směrem až po ukrajinskou hranici pokračuje ochranné pásmo. Zvláště chráněné území se v kotlině nenachází žádné, v blízkosti leží národní přírodní rezervace Stinská a Stužica, přírodní rezervace Bahno, Stinská slatina a Borsukov vrch . 

## Turismus
Tato část Bukovských vrchů je specifická z důvodu své polohy na okraji Slovenska, blízko trojmezí s Polskem a Ukrajinou. K hraničnímu kameni na Kremenci je nejlehčí přístup právě z Nové Sedlice. Východně ležící území mají omezený přístup, naopak po severní hranici po hřebeni vedoucí  červeně značená Mezinárodní dálková turistická trasa E8 a Východokarpatská magistrála patří mezi vyhledávané oblasti. Magistrála pokračuje z trojmezného Kremenca přes Novú Sedlicu, Zboj a Uličské Krivé na hraničný přechod v Ubli. Z Nové Sedlice vede severním směrem na 1071 m n. m. vysoký Čiertaž (napojení na E8)  zelená turistická značka.